# الليبرالية في إسبانيا

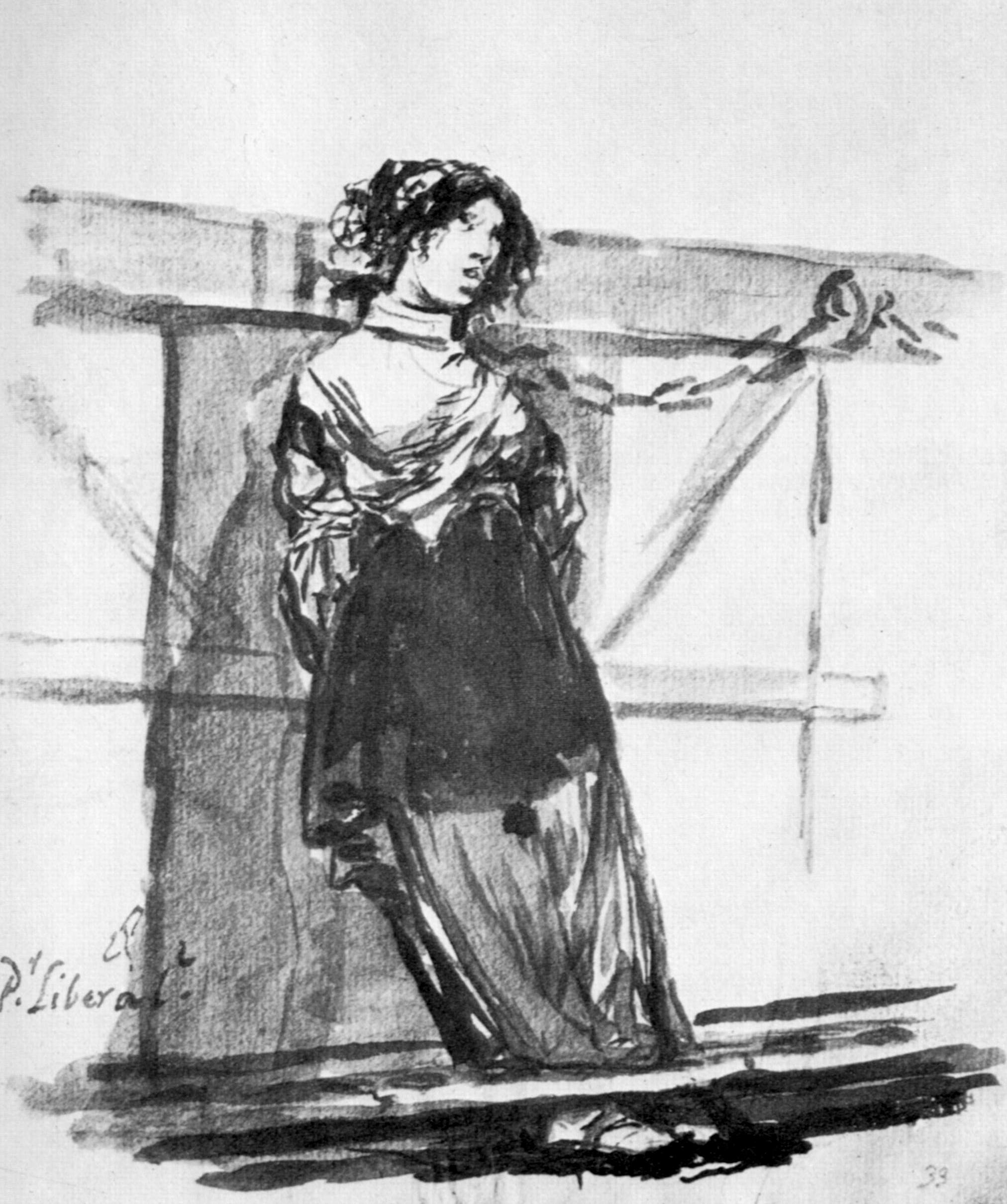
مدريد، المتحف الوطني ديل برادو

الليبرالية الإسبانية هي عبارة عن نظرية سياسية ذات طابع تاريخي تُطبق في العديد من السياقات التاريخية المختلفة في الوقت المعاصر في إسبانيا، إضافة إلى الأيدولوجية الليبرالية في إسبانيا.
تضمنت الثورة الليبرالية الإسبانية -كحركة سياسية- مختلف التيارات التي أطلق عليها في إسبانيا اسم الليبراليين أو الليبراليين الإسبانيين. بدأت هذه الثورة بحرب الاستقلال الإسبانية (منذ عام 1808 وحتى عام 1814)، ومن ثم مرحلة تأسيس دستور قادش 1812، وحتى هذه الفترة استمر استخدام اسم “الليبرالية القادشية”. أما ليبراليو القرن التاسع عشر فقد أسموها بـ «الثورة الاسبانية». فقد كانت الثورة الإسبانية بالنسبة لجورج بيلتش «عملية بدأت عام 1808 وانتهت عام 1875 مع عودة آل بوربون للحكم، وتألفت هذه العملية من البحث عن الطبقات الوسطى لنظام سياسي يجمع الحرية مع النظام».
شهد تكوين الدولة الليبرالية تطورا خلال فترة حكم الملكة ايزابيل الثانية منذ عام 1833 وحتى عام 1868، الفترة التي لم ينشأ عنها الشكل النهائي للنظام اللييرالي، إنما شهدت محاولات لتعريف النظام بطرق -إلى حد ما ليبرالية- (معتدلة، أكثر انتقائية، تقدمية،-تطرفية وثورية-)، وذلك مقابل المقاومة الرجعية الممثلة بالحركة الكارلية والحركة الكاثوليكية الحديثة. وفي الوقت ذاته، كان هناك تطور لأحداث تاريخية جرت بتوسع كبير لكن كانت واحدة منهم بطيئة، وبعض الكتّاب اعتبروها «غير ناجحة» وهي الثورة الصناعية الإسبانية. وقد انقسم الليبراليون في عهد الملكة إيزابيل الثانية، ما بين الليبرالية المحافظة والليبرالية التقدمية، وكان هنالك أيضا أطراف وسيطة، مثل الاتحاد الليبرالي.
وقد كان هنالك توجهات مختلفة ما بين السلائف الليبرالية: الأرستقراطيين، البيروقراطيين، المثقفين وفئات متطرفة مهمشة.حيث أن الغالبية منهم عادة تنطبق عليهم تسمية ما قبل الليبرالية.
وقد تضمنت حرب الاستقلال (-1808 1814)، حربا أهلية حقيقية وذلك بسبب انشقاق النخبة الاجتماعية والفكرية الإسبانية- وخاصة أولئك المعروفين بأفكارهم السياسية المتقدمة-إلى «وطنيين» و «متفرنسين».
إن الليبرالية الإسبانية اليوم، تحدد مع التقاليد والقيم الليبرالية، ويتم تطبيق التسمية الليبرالية في كثير من الأحيان على بعض قادة منظمات الأعمال، شخصيات من العالم الأكاديمي بالأخص في مجال الاقتصاد، بالإضافة إلى مؤسسات مثل مؤسسة خوان دي ماريانا.